# 能城律子
能城律子（のしろ りつこ、1935年 -2009年2月6日 ）は東京都出身の女性ラリードライバーである。

## 人物
- 1993年に国際A級ライセンスを取得し、1995年にはオーストラリアン・サファリに出場、同年にはパリ・ダカールラリーに参戦、共に完走を遂げた。
- 1970年に子宮がんの手術を受け、1972年には実業家・企業家としてホテルニューオータニ内の託児所「タイニー・タッツ」を開設、世界の先駆けとなる。
- 1998年にはエイボン女性年度賞を受賞した。
- 2009年2月6日に73歳で死去。

## 出場歴
- 1995年：オーストラリア・サファリ（女性部門第1位、総合部門第9位）
- 1995年：パリ・ダカールラリー（完走し59位）
- 1996年：マスターラリー（パリ～サマルカンド～モスクワ、完走）
- 1998年：エジプトラリー（T-1部門3位、総合7位）
- 1999年：パリ・ダカールラリー（モーリタニアの武装集団に遭遇）
- 2001年：パリ・ダカールラリー

## 著書
- 『女のアフリカ』文芸春秋社 1972
- 『人生に「失格」はない 余命3年、59歳からの復活レース』徳間書店 1999

### 共著編
- 『オイルマネーの秘密 アラブ世界の"光と影"』北田一男共著 サンケイ出版 1980
- 『乳ガンが生きる力をくれた』編 宙出版 1997